# Katedralen i Exeter
Katedralen i Exeter er en anglikansk katedral i byen Exeter i Devon i det sydvestlige England, og er sæde for biskoppen af Exeter. Den nuværende bygning blev færdigbygget omkring år 1400, og loftet er kendt for at have den længste hvælving i England. Andre bemærkelsesværdige træk er det store ur, biskoppens trone, korets galleri og tagsprosserne, hvoraf en har en afbildning af mordet på Thomas Becket.

## Historie
Grunlæggelsen af katedralen i Exeter, som er viet til Sankt Peter, dateres til år 1050, da bispesædet for biskoppen af Devon og Cornwall blev overført fra Crediton på grund af frygt for plyndringsangreb fra havet. Der fandtes allerede en klosterkirke i byen, som var viet til Jomfru Maria og Sankt Peter. Den blev brugt af biskop Leofric som hans sæde, men gudstjenesterne blev ofte holdt udendørs nær stedet, hvor den nuværende katedral ligger. I 1107 blev William Warelwast, en nevø af Vilhelm Erobreren, udpeget til bispesædet, og det fremskyndede processen med bygning af en ny katedral i normannisk stil.
Den officielle grundlæggelse skete i 1133, altså efter Warelwasts tid, og det tog mange år at fuldføre byggeriet. Da Walter Bronescombe blev udnævnt til biskop i 1258, ansås bygningen allerede for at være forældet, og den blev ombygget i den dekorererede gotiske stil med den nærliggende katedral i Salisbury som forbillede. Imidlertid er meget af den normanniske bygning fortsat bevaret, herunder to massive, kvadratiske tårne og dele af væggene. Katedralen blev opført udelukkende af lokal sten, blandt andet Purbeckmarmor. Den nye katedral stod færdig omkring år 1400, med undtagelse af senere tilføjelser som ordenskapitel og bedekapeller.
Som de fleste engelske katedraler blev Exeter stærkt ødelagt under opløsningen af Englands klostre, men dog mindre end hvis den havde været en klosterkirke. Yderligere ødelæggelser fandt sted under den engelske borgerkrig, hvor søjlegangene blev ødelagt. Efter indsættelse af kong Karl 2. blev et pragtfuldt orgel bygget i katedralen af John Loosemore. Under Viktoriatiden blev en del renovering udført af George Gilbert Scott. Bombningen af byen under anden verdenskrig førte til betydelige ødelæggelser, specielt af vinduernes glasmosaikker. Påfølgende reparationer og nedrivning af området rundt om den vestlige side af kirken afdækkede dele af den tidligere struktur, blandt andet resterne af en romersk by og af den oprindelige normanniske katedral.
Eftersom der ikke er noget centralt tårn, har katedralen i Exeter den længste ubrudte loftshvælving i England. 

## Uret
Det store ur er et af en gruppe berømte astronomiske ure fra 1300- til 1500-tallet, som findes i det vestlige England (se også Salisbury, Wells, Ottery St Mary, og kirken i Wimborne). Den nederste del af skiven er urets ældste del, og stammer sandsynligvis fra 1480'erne. Fleur-de-lys-viseren angiver tiden og solens position på himlen på en 24-timers analog skive, hvor timerne er nummereret med to sæt romertal fra I-XII. Sølvbolden og den indre skive viser både månetiden og månens faser ved at benytte en roterende sort plade til at angive månens faser. Den øverste urskive, som er kommet til i 1760'erne, viser minutterne.
Under klokken står den latinske indskrift Pereunt et Imputantur, som er et populært motto for ure og solure, oprindeligt skrevet af den romerske digter Marcus Valerius Martialis i hans digt Kendetegn på et lykkeligt liv. Det oversættes sædvanligvis til "de forsvinder og skrives på regningen", hvilket refererer til timernes forsvinden og den kloge eller mindre kloge brug, vi gør af dem.
Den oprindelige urmekanisme, der ofte er blevet modificeret, repareret og som til sidst blev forsømt, indtil den blev udskiftet tidligt i 1900-tallet, kan nu ses på etagen nedenunder, ofte skjult under en stabel stole.

## Orgelet
Katedralens orgel står meget fremtrædende og imponerende på et udsmykket galleri efter middelalderlig skik, og denne gamle, klassiske opdeling mellem koret og kirkeskibet er bevaret med en markant storhed. De største orgelpiber, den nedre oktav på en 32 ft Contra Violone, står lige indenfor det sydlige tværskib. Orgelet har også et af de meget få trompette militaire-registre i England (de andre findes i Katedralen i Liverpool og St. Pauls katedralen i London), som er indsat i korets galleri sammen med nogle diapason-registre.